# ТЕС Бесін-Брідж
ТЕС Бесін-Брідж (GMR Vasavi) – теплова електростанція, яка діяла певний час  у індійському штаті Тамілнад.
В 1999 році на майданчику станції стали до ладу 4 генераторні установки на основі двигунів внутрішнього згоряння Hyundai-MAN B&W потужністю по 50 МВт. 
Як паливо станція використовувала нафтопродукти.
Покупцем всієї виробленої станцією електроенергії виступала енергопостачальна компанія Tamil Nadu Electricity Board (в подальшому Tamil Nadu Generation and Distribution Corporation, TANGEDCO), з якою уклали 15-річний контракт. По його завершенні TANGEDCO ще певний час продовжувала закупки, проте з лютого 2015-го вони зупинились. За кілька років обладнання станції демонтували, зокрема, в 2018-му демонтували обидві труби.